# فیلیپین اسپانیا
 فیلیپین اسپانیا (انگلیسی: History of the Philippines) فیلیپین از ۱۵۶۵ تا ۱۸۹۸ به عنوان دوره استعماری اسپانیا در فیلیپین شناخته می‌شود، که طی آن جزایر فیلیپین به عنوان مستعمره هند شرقی اسپانیا اداره می شد. این دوره  ابتدا تحت نایب‌السلطنه اسپانیای نو، مستقر در مکزیکوسیتی، تا  استقلال امپراتوری مکزیک  از اسپانیا در سال ۱۸۲۱  ادامه داشت.